# Ален (Ушће Роне)
Ален (фр. Alleins) је насељено место у Француској у региону Прованса-Алпи-Азурна обала, у департману Ушће Роне.
По подацима из 2011. године у општини је живело 2403 становника, а густина насељености је износила 143,21 становника/km².

## Демографија
| 1962. | 1968. | 1975. | 1982. | 1990. | 2011. |
| ----- | ----- | ----- | ----- | ----- | ----- |
| 969   | 975   | 1.041 | 1.224 | 1.759 | 2.403 |